# Березовка (Рогатинская городская община)
Березовка (укр. Березівка) — село в Рогатинской городской общине Ивано-Франковского района Ивано-Франковской области Украины.
Население по переписи 2001 года составляло 127 человек. Занимает площадь 4,437 км². Почтовый индекс — 77036. Телефонный код — 03435.